# Electrophaes defracta
Electrophaes defracta är en fjärilsart som beskrevs av Embrik Strand 1901. Electrophaes defracta ingår i släktet Electrophaes och familjen mätare. Inga underarter finns listade i Catalogue of Life.